# Йокохама Ф. Маринос
„Йокохама Ф. Маринос“ (Yokohama Efu Marinosu) е футболен клуб от гр. Йокохама, Япония.
Сегашния си вид тимът придобива през 1999 г., след обединението си с градския съперник „Йокохама Флюгелс“. Преди това носи името „Нисан Моторс“. Той е най-дълго задържалият се отбор в елита (от 1982 г. насам) без прекъсване.

## Успехи
НИСАН ФК
- All Japan Senior Cup: 1976
- Japan Soccer League: (2) 1988/1989, 1989/1990
- JSL Cup: (3) 1988, 1989, 1990
- Emperor's Cup: (5) 1983, 1985, 1988, 1989, 1991
- Asian Cup Winners Cup: (1) 1991/1992

ЙОКОХАМА МАРИНОС
- J. League 1st stage: (1) 1995
- J. League championship: (1) 1995
- Asian Cup Winners Cup: (1) 1992/1993
- J League Runners Up: (1) 2008/2009

ЙОКОХАМА Ф.МАРИНОС
- J. League 1st stage: (3) 2000, 2003, 2004
- J. League 2nd stage: (1) 2003
- J. League Championship: (2) 2003, 2004
- J. League Cup: (1) 2001

## Прочути футболисти
- Хулио Салинас – Испания
- Андони Гойкоечея – Испания

## Прочути треньори
- Хорхе Сколари – Аржентина – 1995
- Освалдо Ардилес – Аржентина -2000-2001
- Себастиао Лазарони – Бразилия -2001-2002